# Cmentarz żydowski w Okuniewie
Cmentarz żydowski w Okuniewie – znajduje się w lesie, w sąsiedztwie cmentarza katolickiego. Został założony w XIX wieku. Do naszych czasów zachowało się kilka przewróconych nagrobków i kilkanaście fragmentów macew. Niemal wszystkie z nich mają napisy w języku hebrajskim, tylko na nagrobku Reginy Ajzensztark (zm. 30 lipca 1935) widnieje inskrypcja polskojęzyczna. Najstarszy zachowany nagrobek pochodzi z 1881. Cmentarz zajmuje powierzchnię 0,52 ha. Na cmentarzu znajduje się grób katolickiego chłopca który został pomyłkowo wzięty przez nazistów za Żyda i rozstrzelany. Kirkutem opiekują się uczniowie okolicznych szkół.